# Record de France de natation dames du 800 mètres nage libre
Progression du record de France de natation sportive dames pour l'épreuve du 800 mètres nage libre en bassin de 50 et 25 mètres.

## Bassin de 50 mètres
| Temps            | Athlète             | Naissance | Âge | Club                                     | Compétition                                   | Lieu                | Date             |
| ---------------- | ------------------- | --------- | --- | ---------------------------------------- | --------------------------------------------- | ------------------- | ---------------- |
| 9 min 43 s 70    | Sylvie Le Noach     | 1955      | 19  | Enfants de Neptune de Tours              |                                               | Tours               | 2 juin 1974      |
| 9 min 37 s 36    | Claude Mandonnaud   | 1950      | 24  | ASPTT Limoges                            | Championnats de France                        | Paris               | 5 août 1974      |
| 9 min 37 s 01    | Christine Duperron  | 1957      | 18  | Club des Vikings de Rouen                | Championnats de France hiver                  | Troyes              | 23 mars 1975     |
| 9 min 30 s 40    | Christine Duperron  | 1957      | 18  | Club des Vikings de Rouen                |                                               | Las Palmas          | 4 avril 1975     |
| 9 min 25 s 51    | Isabelle Leroy      | 1959      | 16  | Dauphins d'Annecy                        |                                               | Vittel              | 25 mai 1975      |
| 9 min 22 s 97    | Isabelle Leroy      | 1959      | 16  | Dauphins d'Annecy                        | Championnats de France                        | Paris               | 6 août 1975      |
| 9 min 17 s 01    | Isabelle Leroy      | 1959      | 16  | Dauphins d'Annecy                        |                                               | Vittel              | 14 décembre 1975 |
| 9 min 16 s 88    | Véronique Fernandez | 1961      | 16  | Les Dauphins Uginois                     | Championnats de France hiver                  | Rennes              | 6 mars 1977      |
| 9 min 14 s 87    | Véronique Fernandez | 1961      | 16  | Les Dauphins Uginois                     |                                               | Rome                | 27 mars 1977     |
| 9 min 09 s 29    | Véronique Fernandez | 1961      | 16  | Les Dauphins Uginois                     | Championnats de France                        | Paris               | 23 juillet 1977  |
| 9 min 08 s 69    | Véronique Fernandez | 1961      | 17  | Les Dauphins Uginois                     | Championnats de France                        | Laval               | 16 juillet 1978  |
| 9 min 04 s 86    | Muriel Vocher       | 1962      | 17  | Lyon Natation Métropole                  | Championnats de France                        | Nanterre            | 25 mars 1979     |
| 9 min 03 s 50    | Fabienne Guil       | 1965      | 16  | Dinard Olympique Natation                |                                               | Dinard              | 27 juin 1981     |
| 9 min 01 s 47    | Sandra Lacour       | 1967      | 14  | ES Massy Natation                        | Championnats de France                        | Dunkerque           | 3 août 1981      |
| 8 min 54 s 60    | Sandra Lacour       | 1967      | 15  | ES Massy Natation                        |                                               | Québec              | 27 mars 1982     |
| 8 min 50 s 51    | Laurence Bensimon   | 1963      | 21  | CS Clichy 92                             |                                               | Austin              | 8 janvier 1984   |
| 8 min 45 s 39    | Laurence Bensimon   | 1963      | 21  | CS Clichy 92                             | Championnats de France de natation 1984 hiver | Strasbourg          | 18 mars 1984     |
| 8 min 43 s 47    | Karyn Faure         | 1969      | 18  | Cercle des nageurs d'Antibes             | Championnats d'Europe (s)                     | Strasbourg          | 21 août 1987     |
| 8 min 42 s 25    | Karyn Faure         | 1969      | 18  | Cercle des nageurs d'Antibes             | Championnats d'Europe (f)                     | Strasbourg          | 22 août 1987     |
| 8 min 39 s 20    | Cécile Prunier      | 1969      | 19  | SN Versailles                            | Championnats de France                        | Dunkerque           | 5 août 1988      |
| 8 min 39 s 09    | Marion Perrotin     | 1983      | 19  | Mulhouse Olympic Natation                | Championnats d'Europe (s)                     | Berlin              | 31 juillet 2002  |
| 8 min 33 s 92    | Laure Manaudou      | 1986      | 17  | Cercle des Nageurs de Melun-Dammarie     | Championnats de France                        | Saint-Étienne       | 19 avril 2003    |
| 8 min 31 s 21    | Laure Manaudou      | 1986      | 18  | Cercle des Nageurs de Melun-Dammarie     | Championnats de France                        | Dunkerque           | 24 avril 2004    |
| 8 min 28 s 91    | Laure Manaudou      | 1986      | 18  | Cercle des Nageurs de Melun-Dammarie     | Mare Nostrum                                  | Canet-en-Roussillon | 5 juin 2004      |
| 8 min 25 s 91    | Laure Manaudou      | 1986      | 18  | Cercle des Nageurs de Melun-Dammarie     | Jeux Olympiques (s)                           | Athènes             | 19 août 2004     |
| 8 min 24 s 96    | Laure Manaudou      | 1986      | 18  | Cercle des Nageurs de Melun-Dammarie     | Jeux Olympiques (f)                           | Athènes             | 20 août 2004     |
| 8 min 19 s 29 RE | Laure Manaudou      | 1986      | 20  | Cercle des Nageurs de Melun Val de Seine | Championnats d'Europe                         | Budapest            | 2 août 2006      |
| 8 min 18 s 80 RE | Laure Manaudou      | 1986      | 21  | Canet 66 Natation                        | Championnats du monde                         | Melbourne           | 31 mars 2007     |

## Bassin de 25 mètres
| Temps            | Athlète        | Naissance | Âge | Club                  | Compétition                | Lieu             | Date             |
| ---------------- | -------------- | --------- | --- | --------------------- | -------------------------- | ---------------- | ---------------- |
| 8 min 23 s 03    | Laure Manaudou | 1986      | 18  | CN Melun Val de Seine | Journée de demi-fond       | La Roche-sur-Yon | 20 novembre 2004 |
| 8 min 22 s 89    | Laure Manaudou | 1986      | 19  | CN Melun Val de Seine | Meeting Arena              | La Roche-sur-Yon | 19 novembre 2005 |
| 8 min 11 s 25    | Laure Manaudou | 1986      | 19  | CN Melun Val de Seine | Championnats d'Europe (f)  | Trieste          | 9 décembre 2005  |
| 8 min 05 s 32    | Coralie Balmy  | 1987      | 21  | Dauphins du TOEC      | Championnats d'Europe (f)  | Rijeka           | 12 décembre 2008 |
| 8 min 01 s 06 RM | Camille Muffat | 1989      | 23  | Olympic Nice Natation | Championnats de France (f) | Angers           | 16 novembre 2012 |